# Cripta de Sant'Eusebio
La iglesia de Sant'Eusebio era una iglesia de Pavía, de la que hoy sólo queda la cripta. La iglesia probablemente fue construida por el rey lombardo Rotario (636-652) como la catedral arriana de la ciudad. Más tarde se convirtió en el punto de apoyo de la conversión al catolicismo de los lombardos iniciada por Teodolinda y los monjes de San Colombano y que más tarde recibió, precisamente en Pavía, un gran impulso del rey Ariberto I (653-661) y del obispo Anastasio  .

## Historia y arquitectura
La Iglesia de Sant'Eusebio se menciona en la Historia Langobardorum de Pablo el Diácono. El perímetro del ábside del siglo VII permanece hoy. La cripta se remonta a las intervenciones de reconstrucción del siglo XI que involucraron a la iglesia, que sufrió extensas reconstrucciones en 1512 y durante el siglo XVII, solo para ser destruida y reconstruida nuevamente en el siglo XVIII. En 1923, se decidió su demolición definitiva como parte de una "reorganización" urbana de la zona, de la que surgió la actual Piazza Leonardo da Vinci y el evocador y antihistórico aislamiento de las torres. La cripta, aunque remodelada en época románica, aún conserva algunos capiteles de época lombarda que muestran un alejamiento del arte clásico a través de formas originales inspiradas en la joyería. Se pensó que originalmente estaban recubiertas de pasta de vidrio o de grandes piedras de colores, lo que habría dado un aspecto más majestuoso y grácil al conjunto; una está dividida en campos triangulares cerrados, que recuerdan a las fíbulas alveoladas contemporáneas, mientras que una segunda tiene óvalos longitudinales, similares a grandes hojas de agua, que parecen derivar de las fíbulas de "cigarra" utilizadas en todas las joyas bárbaras de modelos orientales.

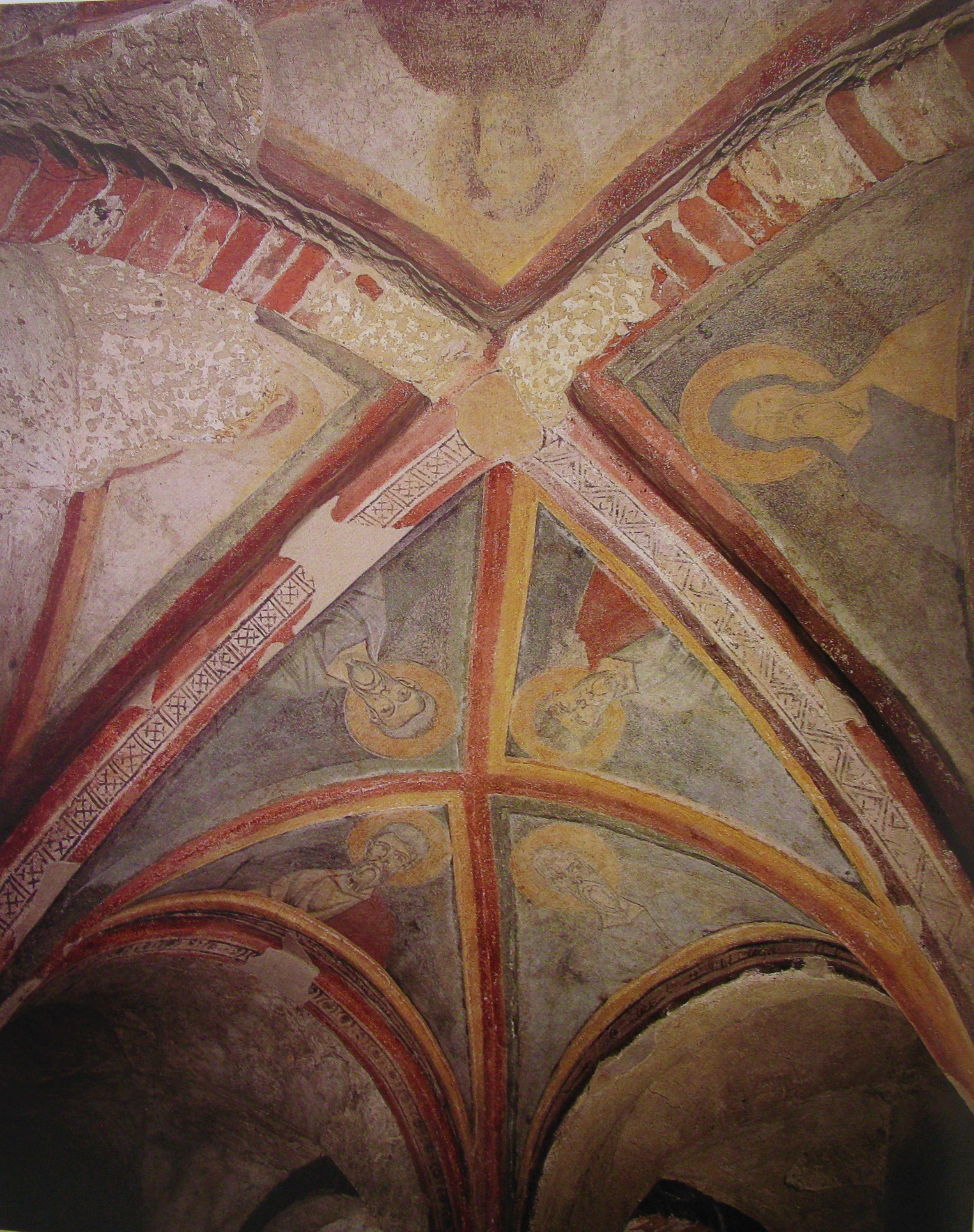
Frescos en la cripta,.

 Las bóvedas de este último conservan frescos, de estilo bizantino, que representan bustos de santos que datan de la segunda mitad del siglo XII . Visitar la cripta requiere ponerse en contacto con los Museos Cívicos.